# 港城大街街道
港城大街街道，是中华人民共和国河北省秦皇岛市海港区下辖的一个乡镇级行政单位。

## 行政区划
港城大街街道下辖以下地区：
交建里社区、新风里杜区社区、燕西里社区、建兴里社区、新闻里社区、服务里社区和工农里社区。